# Hermann Matt
Hermann Matt (* 1929; † 30. Dezember 2005 in Fredersdorf-Vogelsdorf) war ein deutscher Hörfunkmoderator, Schauspieler und Hörspielsprecher.

## Leben
Über das Leben von Hermann Matt sind nur lückenhafte Informationen vorhanden. Im Hauptberuf war er Moderator und Sprecher beim Rundfunk der DDR, so auch vielfach im Frühprogramm. Der noch zu Beginn der 1950er Jahre in West-Berlin wohnende Schauspieler wirkte in vielen Filmen der DEFA und des Fernsehens der DDR sowie als Sprecher in Hörspielen des DDR-Rundfunks mit.
Ab 1967 war Hermann Matt, bis zu ihrem Tod 1998, mit der Schauspielerin, Kabarettistin und Chansonsängerin Ingeborg Naß verheiratet.

## Filmografie
- 1958: Nur eine Frau
- 1959: Bevor der Blitz einschlägt
- 1960/2014: Sommerwege
- 1967: Geheimcode B/13 (Fernseh-Vierteiler, 2 Teile)
- 1968: Stunde des Skorpions (Fernseh-Dreiteiler)
- 1968: Wege übers Land (Fernseh-Fünfteiler)
- 1974: Polizeiruf 110: Der Tod des Professors (Fernsehreihe)
- 1978: Scharnhorst (Fernseh-Fünfteiler)
- 1979: Polizeiruf 110: Barry schwieg
- 1984: Polizeiruf 110: Im Sog

## Hörspiele
- 1949: Werner Stewe: Legionäre – Regie: Carlheinz Riepenhausen (Hörspiel – Berliner Rundfunk)
- 1960: Alexei Arbusow: Irkutsker Geschichte – Regie: Peter Thomas (Hörspiel – Rundfunk der DDR)
- 1961: Guy de Maupassant: Der Millionenstreich (Sekundant) – Regie: Otto Dierichs (Hörspiel – Rundfunk der DDR)
- 1961: Somogy Pal: Wer andern eine Grube gräbt ... – Regie: Werner Grunow (Hörspiel – Rundfunk der DDR)
- 1967: A. Drosdow: Ilja, der Geigenspieler (Leutnant) – Regie: Hans Bräunlich (Kinderhörspiel – Rundfunk der DDR)
- 1967: Hella Unrauh: Mikie und Liane – Regie: Manfred Täubert (Hörspiel – Rundfunk der DDR)
- 1973: Paul Everac: Die Mitgift (Stimme) – Regie: Helmut Hellstorff (Hörspiel – Rundfunk der DDR)
- 1980: Gert Prokop: Das allerschönste Mädchen – Regie: Rüdiger Zeige (Kinderhörspiel – Rundfunk der DDR)
- 1980: Eberhard Kreissig: Trampeltier dringend gesucht (Verkäufer) – Regie: Rüdiger Zeige (Hörspiel – Rundfunk der DDR)
- 1981: Barbara Nagel: Der farblose Franz – Regie: Uwe Haacke (Kinderhörspiel/Kurzhörspiel aus der Reihe Geschichten aus dem Hut: – Rundfunk der DDR)
- 1981: Klaus Ullrich: Rugby am weißen Strand (Cleaver) – Regie: Hans Knötzsch (Hörspiel – Rundfunk der DDR)
- 1982: Gunter Preuß: Tschomolunga – Regie: Uwe Haacke (Kinderhörspiel – Rundfunk der DDR)
- 1983: Wilhelm Hauff: Die Sage vom Hirschgulden (Wolf) – Regie: Uwe Haacke (Kinderhörspiel – Rundfunk der DDR)
- 1983: Gunter Preuß: Margit mit der Stupsnase – Regie: Uwe Haacke (Kinderhörspiel/Kurzhörspiel aus der Reihe Geschichten aus dem Hut – Rundfunk der DDR)
- 1983: Jürgen Jankofsky: Anna und der Trommelstock (Erzähler) – Regie: Uwe Haacke (Kinderhörspiel/Kurzhörspiel aus der Reihe Geschichten aus dem Hut – Rundfunk der DDR)
- 1984: Hans Christian Andersen: Der Kaiser und das Nachtigallenmädchen – Regie: Uwe Haacke (Kinderhörspiel – Rundfunk der DDR)
- 1985: Gerhard Rentzsch: Darf ich wieder zu Napoleon (Sprecher) – Regie: Joachim Staritz (Hörspiel – Rundfunk der DDR)
- 1986: Roland Manzke: Hexerei im Forstrevier (Lehrer) – Regie: Rüdiger Zeige (Kinderhörspiel/Kurzhörspiel – Rundfunk der DDR)
- 1988: Dietmar Langberg: Die Gefangene des Trolls (Stimme) – Regie: Rüdiger Zeige (Kinderhörspiel – Rundfunk der DDR)
- 1988: Emile Zola: Die Kinder der Maheude – Regie: Rüdiger Zeige (Kinderhörspiel – Rundfunk der DDR)
- 1991: Eckhard Mieder: Hände noch, Hotel – Regie: Albrecht Surkau (Hörspiel – Funkhaus Berlin)